# José Carlos Burle
Pour les articles homonymes, voir Burle.
José Carlos Queirós Burle, né le 19 juillet 1910 à Recife et mort le 23 octobre 1983 à Atibaia, est un acteur, cinéaste, compositeur et critique de radio brésilien. 
Il est le cofondateur de la compagnie cinématographique brésilienne Atlântida Cinematográfica, qu'il a fondé en 1941 avec l'ingénieur de son brésilien Moacir Fenelon. Elle a été l'une des compagnies cinématographiques les plus prospères du Brésil avant de cesser ses activités en 1962, n'ayant pas les moyens de faire face à l'engouement du Brésil pour le cinéma hollywoodien.

## Biographie

### Jeunesse et études
José Carlos Burle est né le 19 juillet 1910 à Ponte d'Uchoa, à Recife. Il est le fils légitime d'un père d'ascendance française, Carlos Alberto Burle et de Hermínia Queiroz Burle. En 1921, il est envoyé à Nova Friburgo, dans l'école catholique privée Colégio Anchieta. De 1923 à 1926, il suit des cours préparatoires en mathématiques, histoire du Brésil et en portugais au Gymnase Pernambucano et en algèbre et géométrie au Lycée Paraibano en 1928 afin d'entrer à la faculté de médecine de Recife. Pendant cette période, il joue et chante avec un groupe de jazz. Il compose pour le groupe, parfois en partenariat avec le parolier Durval, ses cousins, le paysagiste Roberto Burle Marx ou encore, dans d'autres occasions avec le chef d'orchestre Walter Burle Marx. 
En 1930, il est muté à la faculté de Praia Vermelha de Rio de Janeiro en raison des émeutes gétulistes et d'un conflit familial en rapport avec sa période bohème. Il rencontre d’importants musiciens de samba de l’époque et consolide une certaine veine artistique, déjà annoncée dans sa jeunesse à l’époque au Club de radio de Recife.

### Carrière cinématographique
José Carlos Burle s'installe définitivement à Rio de Janeiro en 1936, non pas tant par son intérêt pour sa carrière de médecin, mais par la possibilité d’écrire des chroniques sur la musique et l'univers de la radio pour Jornal do Brasil. De plus en plus connu des artistes carioca, il est invité la même année à une audition pour ses compositions à la prestigieuse société de culture musicale. Pour son compte, il reçoit une invitation à être le directeur musicale du film Maria Bonita en 1937. Bien que la production soit un échec à tous les égards, son rôle dans le film va au-delà de la direction musicale, accumulant les fonctions d'assistant-réalisateur et même d'acteur. Lors du tournage, il rencontre l'ingénieur du son Moacyr Fenelon, avec qui il fonde la société de production Atlântida Companhia Cinematográfica S.A. le 20 septembre 1941. 
En 1943, il réalise son premier long-métrage de sa société, Moleque Tião, inspiré de l'enfance de l'acteur brésilien Grande Otelo dont le rôle est joué par l'acteur lui-même. Ce film fait de lui le premier réalisateur à attribuer un rôle principal à un acteur noir.  
En 1946 , le Président de la République du Brésil Eurico Gaspar Dutra signe le décret no  20.943, qui élargissait la réserve de marché pour les films brésiliens. Selon le décret, les cinémas seraient tenus de présenter au moins trois films nationaux par an. Ainsi, la société de production produisait en moyenne trois films par an grâce avec leur partenariat avec Luís Severiano Ribeiro Jr., propriétaire d'une chaîne de cinémas, d'une société de distribution et d'un laboratoire de traitement de films. 
En 1952, il réalise la comédie musicale Carnaval Atlântida, dont l'histoire s'oriente vers la satire et la parodie. Elle relate l'histoire d'un grand producteur, Cecílio B. de Milho qui souhaite réaliser un film sur Hélène de Troie et engage le professeur Xenofontes, spécialisé en histoire grecque pour l'aider avec le scénario. Seulement, les acteurs souhaitent se tourner vers une comédie musicale et veulent que le producteur change d'avis,.
À la fin des années 1950 , le gouvernement de Juscelino Kubitschek se montre plus réceptif à l'égard des productions cinématographiques étrangères qu'aux productions nationales, notamment envers le cinéma américain. Une telle ouverture est fatale pour la société de production d’Atlantis - dont la méthode est assez artisanale. 
Après avoir quitté la société, il produit et dirige de manière indépendante, d'abord chez Multifilmes, à São Paulo, avant de rejoindre d'autres producteurs indépendants et anciens partenaires, tels qu'Anselmo Duarte, dans Depois eu conto (1956) et Silveira Sampaio dans Quem roubou meu samba (1959). 
En 1963, il réalise son dernier film, Terra Sem Deus avant de mettre définitivement un terme à sa carrière.
Il part s'installer avec sa sœur à Atibaia, là où il décède le 23 octobre 1983 à l'âge de 73 ans.

## Filmographie
Cette liste est établie à partir des fiches techniques venant de Cinemateca Brasileira et IMDb.
| Année | Films                                         | Profession(s) | Profession(s) | Profession(s) | Profession(s)                                                                                          |
| Année | Films                                         | Réalisateur   | Scénariste    | Producteur    | Autre                                                                                                  |
| ----- | --------------------------------------------- | ------------- | ------------- | ------------- | --- |
| 1937  | Maria Bonita                                  | ✔️            |               |               | Assistant-réalisateur, directeur artistique, compositeur, directeur musical, acteur (rôle de Promotor) |
| 1943  | Astros em revista (court-métrage)             | ✔️            | ✔️            |               | |
| 1943  | Moleque Tião                                  | ✔️            | ✔️            |               | Compositeur                                                                                            |
| 1943  | É Proibido Sonhar                             | ✔️            | ✔️            |               | Compositeur, scénographe, acteur (rôle du banquier)                                                    |
| 1944  | Gente Honesta                                 |               |               |               | Compositeur                                                                                            |
| 1944  | Tristezas não pagam dívidas                   | ✔️            |               |               | |
| 1944  | Romance de um Mordedor                        | ✔️            | ✔️            |               | Monteur                                                                                                |
| 1945  | Não Adianta Chorar                            | ✔️            |               |               | Acteur                                                                                                 |
| 1945  | O Gol da Vitória                              | ✔️            | ✔️            | ✔️            | Monteur                                                                                                |
| 1946  | Sob a Luz de Meu Bairro                       |               |               |               | Directeur artistique                                                                                   |
| 1947  | Luz dos meus olhos                            | ✔️            |               |               | |
| 1948  | Falta alguém manicômio                        | ✔️            | ✔️            |               | Monteur                                                                                                |
| 1948  | É com Esse Que Eu Vou                         | ✔️            | ✔️            |               | |
| 1949  | Também somos irmãos                           | ✔️            |               |               | |
| 1950  | Não é nada disso                              | ✔️            | ✔️            |               | Monteur                                                                                                |
| 1951  | Maior que o ódio                              | ✔️            | ✔️            |               | Directeur artistique                                                                                   |
| 1952  | Três vagabundos                               | ✔️            |               |               | Acteur, monteur                                                                                        |
| 1952  | Carnaval Atlântida                            | ✔️            | ✔️            |               | |
| 1952  | Barnabé Tu És Meu                             | ✔️            |               |               | Monteur                                                                                                |
| 1953  | O Craque                                      | ✔️            |               |               | Acteur                                                                                                 |
| 1954  | Chamas no cafezal                             | ✔️            |               |               | |
| 1956  | Depois eu conto                               | ✔️            |               | ✔️            | |
| 1958  | O cantor e o milionário                       | ✔️            |               | ✔️            | Acteur (rôle de Mordomo)                                                                               |
| 1959  | Quem roubou meu samba                         | ✔️            | ✔️            |               | |
| 1959  | Combatendo a malária e a doença de Chagas     | ✔️            |               |               | |
| 1962  | Criança sadia, futuro campeão (court-métrage) | ✔️            |               |               | |
| 1963  | Terra sem Deus                                | ✔️            |               | ✔️            | Acteur                                                                                                 |

### Hommages

#### Places, rues, monuments
- La place José Carlos Burle fut inauguré en son honneur dans le quartier de Sumarezinho dans la municipalité de São Paulo.
- La rue José Carlos Burle dans le quartier de Jacarepaguá de la ville de Rio de Janeiro.